# 福安空军基地
福安空军基地是越南人民空军 (VPAF) 的一处军事基地。位于今天越南内排国际机场北侧约30 km（19 mi）处。福安空军基地是历史名称，主要在越南战争期间因美军轰炸而闻名。现称为内排空军基地。

## 历史

### 越南战争期间
福安机场1963年建成，是北越第一座可起降喷气式战机的现代化机场。它在1950年代废弃的一条跑道北部1英里的地方建成。1964年8月6日，在中国受训后成立的第一支喷气式战机编队便驻扎于此。

### 越战后
越南战争结束后，1978年1月2日在该空军基地南侧建立的内排国际机场正式啟用，取代了嘉林機場成為河內的主要機場。